# Lankanectinae
Lankanectinae – monotypowa podrodzina płazów bezogonowych z rodziny Nyctibatrachidae.

## Zasięg występowania
Podrodzina obejmuje gatunki występujące w podgórskich regionach zachodniej, środkowej i południowej Sri Lanki.

## Systematyka

### Etymologia
Lankanectes: Sri Lanka; rodzaj Limnonectes Fitzinger, 1843.

### Podział systematyczny
Do podrodziny należy jeden rodzaj Lankanectes Dubois & Ohler, 2001 z następującymi gatunkami:
- Lankanectes corrugatus (Peters, 1863)
- Lankanectes pera Senevirathne, Samarawickrama, Wijayathilaka, Manamendra-Arachchi, Bowatte, Samarawickrama & Meegaskumbura, 2018